# Kiznaiver
Kiznaiver (キズナイーバー?, Kizunaībā) è una serie televisiva anime prodotta dalla Aniplex e realizzata dalla Trigger. Scritta da Mari Okada e diretta da Hiroshi Kobayashi, è stata trasmessa in Giappone dal 9 aprile al 25 giugno 2016. Il titolo è un portmanteau delle parole kizuna (絆? lett. "legame", "connessione") e naive (lett. "ingenuo"). Un adattamento manga ha iniziato la serializzazione sul Dengeki Maoh il 25 marzo 2016.

## Trama
La serie è ambientata nell'immaginaria città giapponese di Sugomori (洲籠市?, Sugomori-shi), che da anni registra un calo di popolazione. Il liceale Katsuhira Agata viene invitato dalla misteriosa compagna di classe Noriko Sonozaki nel "Kizna System", un sistema incompleto per la realizzazione della pace mondiale che permette alle persone connesse, dette "Kiznaiver", di condividere le proprie ferite e il proprio dolore.

## Personaggi
Katsuhira Agata (阿形 勝平?, Agata Katsuhira)
Doppiato da: Yūki Kaji
Protagonista della serie. Viene invitato nel Kizna System. Possiede un corpo con una sensazione del dolore minima e sentimentalmente apatico per via di un precedente esperimento sul kizuna system , dando poca attenzione verso altre persone.
Noriko Sonozaki (園崎 法子?, Sonozaki Noriko)
Doppiata da: Hibiku Yamamura
Misteriosa e bella ragazza che offre al compagno di classe Katsuhira e ad altre persone di entrare nel Kizna System, assegnandogli delle missioni. È perfino più impassibile di Katsuhira e sembra non avere emozioni umane in quanto al seguito del primo esperimento sul kizuna system iniziò a provare le sensazioni di altri 18 bambini e quindi costretta a prendere un farmaco che le reprime rendendola apatica.
Chidori Takashiro (高城 千鳥?, Takashiro Chidori)
Doppiata da: Yuka Terasaki
È la classica capoclasse, pronta ad aiutare gli altri, ma per alcuni è troppo invadente, è amica d'infanzia di Katsuhira ed è innamorata di lui, confessa i suoi sentimenti durante la prima missione ma non viene ricambiata da lui .
Hajime Tenga (天河 一?, Tenga Hajime)
Doppiato da: Tomoaki Maeno
Rude, muscoloso e idiota compagno di classe. Ha però potenziali abilità e carisma da leader.
Nico Niyama (新山 仁子?, Niyama Niko)
Doppiata da: Misaki Kuno
Spontanea e misteriosa ragazza che dice di poter vedere le fate per apparire più strana anche se non crede in esse.
Tsuguhito Yuta (由多 次人?, Yuta Tsuguhito)
Doppiato da: Nobunaga Shimazaki
Studente affascinante e sicuro di sé circondato da ragazze; in realtà, persona intelligente quanto subdola, egoista e fredda verso gli altri uomini.
Honoka Maki (牧 穂乃香?, Maki Honoka)
Doppiata da: Rina Satō
Ragazza calma e dall'aria adulta anche se asociale, forse per il suo cattivo carattere. In precedenza aveva un’amica con cui scriveva un manga abbastanza popolare ,essa era malata e Maki la abbandonò per paura di iniziare a provare qualcosa oltre l’amicizia e perciò rendere più difficoltoso il lutto.
Yoshiharu Hisomu (日染 芳春?, Hisomu Yoshiharu)
Doppiato da: Kōtarō Nishiyama
Uomo affascinante dai molti misteri. Ha una faccia riconoscibile per via dei tanti piercing ed è masochista. È l'unico del gruppo a non comparire nel primo episodio.

## Media

### Anime
Il progetto anime originale a cura della Trigger è stato annunciato ufficialmente sulla rivista Pash! della Shufu-to-seikatsu sha il 10 ottobre 2015. La serie televisiva, scritta da Mari Okada e diretta da Hiroshi Kobayashi, è andata in onda dal 9 aprile al 25 giugno 2016. Le sigle di apertura e chiusura sono rispettivamente Lay Your Hands On Me dei Boom Boom Satellites e Hajimari no sokudo (はじまりの速度?) dei Sangatsu no phantasia. In varie parti del mondo gli episodi sono stati trasmessi in streaming, in contemporanea col Giappone, da Crunchyroll, mentre nel Regno Unito i diritti sono stati acquistati dalla Anime Limited.

#### Episodi
| Nº | Titolo italiano (traduzione letterale) Giapponese 「Kanji」 - Rōmaji | In onda        | In onda |
| Nº | Titolo italiano (traduzione letterale) Giapponese 「Kanji」 - Rōmaji | Giapponese     |         |
| 1  | Talvolta un legame può nascere il giorno del primo sguardo 「一目あったその日から、絆の花咲くこともある」 - Hitome atta sono hi kara, kizuna no hanasaku koto mo aru | 9 aprile 2016  |         |
| 2  | Se riesci a berti così facilmente una situazione tanto assurda, due bicchieri di bario non dovrebbero essere un problema 「こんな異常事態カンタンに飲みこめんなら、バリウムなんざバケツ二杯は軽く余裕だっつーの」 - Konna ijō jitai kantan ni nomi komen nara, bariumu nanza baketsu nihai wa karuku yoyū dattsūno | 16 aprile 2016 |         |
| 3  | A seconda dei punti di vista, penso che potremmo superare qualsiasi prova… vero? 「どんなにさんざんな状況だって、捉えかた次第でなんとかやっていけるかも……ねっ？」 - Donna ni sanzan na jōkyō datte, torae kata shidai de nantoka yatteikeru kamo… ne?                                                              | 23 aprile 2016 |         |
| 4  | Ora che siamo tutti connessi, vediamo di conoscerci meglio, ok? 「せっかく繋がりあったんだしさ、もっとお互いわかりあおうよん」 - Sekkaku tsunagari attandashi sa, motto otagai wakari aou yon | 30 aprile 2016 |         |
| 5  | Yahoo, siamo al campo di addestramento! Calpestiamo cacca di cervo e facciamo la battaglia dei cuscini, go go! 「ひゃっほい、合宿だぁ！鹿のフン踏んで枕投げしてゴーゴー！」 - Hiyahhoi, gasshuku daa! Shika no fun funde makuranage shite gōgō!                                                                    | 7 maggio 2016  |         |
| 6  | Stare con voi non porta davvero a nulla di buono 「あんた達といると、ほんっとにろくなことがない」 - Anta-tachi to iru to, hontō ni roku na koto ga nai | 14 maggio 2016 |         |
| 7  | Una battaglia che verte sull'identità di un dolore sette volte maggiore di un settimo del dolore 「七分の一の痛みの、そのまた七倍の正体に触れる戦い」 - Nana-bun no ichi no itami no, sono mata nana-bai no shōtai ni fureru tatakai                                                                               | 21 maggio 2016 |         |
| 8  | I momenti felici non tendono a durare a lungo 「ハッピーな時間って、そうそう長くは続かないものだよね」 - Happī na jikan tte, sō sō nagaku wa tsuzukanai mono da yo ne | 28 maggio 2016 |         |
| 9  | È finita… direi 「万事休す……かしら」 - Banjikyūsu… kashira | 4 giugno 2016  |         |
| 10 | Sai bene che il tuo amore non è detto che sia corrisposto, no? 「好きな気持ちがむくわれないかもなんて、重々承知の上だろ？」 - Suki na kimochi ga mukuwarenai kamo nante, jūjū shōchi no ue daro? | 11 giugno 2016 |         |
| 11 | Dobbiamo contattare gli altri e confermare i nostri sentimenti. Insomma, è questo che fanno gli amici! 「いちいち連絡しあって気持ちを確認しあわないと。だって、友達なんだから！」 - Ichiichi renraku shiatte kimochi o kakunin shiawanai to. Datte, tomodachi nan dakara!                                          | 18 giugno 2016 |         |
| 12 | Se il Kizna System si diffondesse in tutto il mondo 「世界中に、キズナシステムが広がって」 - Sekaijū ni, kizuna shisutemu ga hirogatte | 25 giugno 2016 |         |